# Belgien Rundt
Belgien Rundt er et firedages etapeløb indenfor landevejscykling som årligt bliver afholdt i Belgien.
Løbet blev afholdt hvert år i perioden 1908 til 1981, kun afbrudt af de to verdenskrige. Mellem 1982 og 1990 blev løbet kun afholdt enkelte år, og fra 1991 til 2001 blev der ikke afholdt noget løb i det hele taget. Fra 2002 er Belgien Rundt igen blevet et årligt arrangement på cykelkalenderen.
Da UCI ProTour blev indført i 2005 lå det an til at løbet skulle slås sammen med ENECO Tour. Dette skete imidlertid ikke. Løbet er fra 2020 en del af UCI ProSeries som et 2.Pro-løb.

## Vindere af Belgien Rundt
12 ryttere har vundet Belgien Rundt mere end én gang. Tony Martin er den rytter der har vundet flest gange, med i alt 3 sejre.

### Mestvindende ryttere
| Rytter              | Land     | Sejre | År               |
| ------------------- | -------- | ----- | ---------------- |
| Tony Martin         | Tyskland | 3     | 2012, 2013, 2014 |
| Louis Mottiat       | Belgien  | 2     | 1914, 1920       |
| Emile Masson        | Belgien  | 2     | 1919, 1923       |
| René Vermandel      | Belgien  | 2     | 1921, 1922       |
| Henri Van Kerckhove | Belgien  | 2     | 1952, 1954       |
| Noël Foré           | Belgien  | 2     | 1958, 1962       |
| Eddy Merckx         | Belgien  | 2     | 1970, 1971       |
| Roger Swerts        | Belgien  | 2     | 1972, 1974       |
| Frans Maassen       | Holland  | 2     | 1988, 1990       |
| Stijn Devolder      | Belgien  | 2     | 2008, 2010       |
| Jens Keukeleire     | Belgien  | 2     | 2017, 2018       |
| Remco Evenepoel     | Belgien  | 2     | 2019, 2021       |

### Alle vindere
| År                                            | Vinder                | Toer                    | Treer                   |
| --------------------------------------------- | --------------------- | ----------------------- | ----------------------- |
| 1908                                          | Lucien Petit-Breton   | Gustave Garrigou        | Eugène Platteau         |
| 1909                                          | Paul Duboc            | Jean Alavoine           | Cyrille Van Hauwaert    |
| 1910                                          | Jules Masselis        | Henri Devroye           | Nestor Rosart           |
| 1911                                          | René Vandenberghe     | Eugène Christophe       | Maurice Léturgie        |
| 1912                                          | Odile Defraye         | Henri Pélissier         | André Blaise            |
| 1913                                          | Dieudonné Gauthy      | Emile Masson            | Marcel Buysse           |
| 1914                                          | Louis Mottiat         | Jean Rossius            | Paul Deman              |
| 1915-1918 ikke arrangeret pga. 1. verdenskrig |                       |                         |                         |
| 1919                                          | Emile Masson          | Hector Heusghem         | Jules Vanhevel          |
| 1920                                          | Louis Mottiat         | Albert Dejonghe         | Léon Despontin          |
| 1921                                          | René Vermandel        | Emile Masson            | Jules Vanhevel          |
| 1922                                          | René Vermandel        | Emile Masson            | Theophile Beeckman      |
| 1923                                          | Emile Masson          | Félix Sellier           | Nicolas Frantz          |
| 1924                                          | Félix Sellier         | Nicolas Frantz          | Adelin Benoît           |
| 1925                                          | Denis Verschueren     | Maurice De Waele        | Auguste Verdyck         |
| 1926                                          | Jean De Busschere     | Félix Sellier           | Maurice Depauw Sr.      |
| 1927                                          | Léopold-Albert Matton | Rémy Van Impe           | Jef Dervaes             |
| 1928                                          | Jules Vanhevel        | Julien Delbecque        | René Vermandel          |
| 1929                                          | Armand Van Bruaene    | Maurice De Waele        | Raymond De Corte        |
| 1930                                          | Émile Joly            | Émile Decroix           | Hector Van Rossem       |
| 1931                                          | Maurice De Waele      | Kamiel De Graeve        | Jean Wauters            |
| 1932                                          | Léon Louyet           | Jan-Jozef Horemans      | Eugène Gijbels          |
| 1933                                          | Jean Aerts            | Alfons Deloor           | Georges Ronsse          |
| 1934                                          | François Gardier      | Antoon Dignef           | Alfons Deloor           |
| 1935                                          | Jef Moerenhout        | Henri Garnier           | Jean Wauters            |
| 1936                                          | Émile Decroix         | Robert Wierinckx        | Frans Bonduel           |
| 1937                                          | Adolf Braeckeveldt    | René Walschot           | Georges Christiaens     |
| 1938                                          | François Neuville     | Albert Ritserveldt      | Frans Demondt           |
| 1939                                          | Joseph Somers         | Antoon Dignef           | Maurice Clautier        |
| 1940-1944 ikke arrangeret pga. 2. verdenskrig |                       |                         |                         |
| 1945                                          | Norbert Callens       | Sylvain Grysolle        | Désiré Keteleer         |
| 1946                                          | Albert Ramon          | Jan Engels              | Julien Hamelryckx       |
| 1947                                          | Maurice Van Herzele   | Albert Ramon            | Emiel Rogiers           |
| 1948                                          | Stan Ockers           | Lucien Mathys           | André Declerck          |
| 1949                                          | Ernest Sterckx        | Raymond Impanis         | Roger Gyselinck         |
| 1950                                          | Albert Dubuisson      | René Oreel              | Roger Gyselinck         |
| 1951                                          | Lucien Mathys         | Marcel De Mulder        | Omer Braeckeveldt       |
| 1952                                          | Henri Van Kerckhove   | Marcel De Mulder        | Georges Vermeersch      |
| 1953                                          | Florent Rondelé       | Alberic Schotte         | Pino Cerami             |
| 1954                                          | Henri Van Kerckhove   | Rik Van Looy            | Marcel Hendrickx        |
| 1955                                          | Alex Close            | Marcel Ernzer           | Richard Van Genechten   |
| 1956                                          | André Vlayen          | Jef Planckaert          | Jean Brankart           |
| 1957                                          | Pino Cerami           | Jean Vliegen            | Firmin Bral             |
| 1958                                          | Noël Foré             | Armand Desmet           | Jan Zagers              |
| 1959                                          | Armand Desmet         | Pieter Van Der Plaetsen | Kamiel Buysse           |
| 1960                                          | Alfons Sweeck         | André Messelis          | Willy Truye             |
| 1961                                          | Rik Van Looy          | Armand Desmet           | Willy Schroeders        |
| 1962                                          | Noël Foré             | Peter Post              | Guillaume Van Tongerloo |
| 1963                                          | Peter Post            | Huub Zilverberg         | Frans De Mulder         |
| 1964                                          | Benoni Beheyt         | Peter Post              | Gilbert Desmet          |
| 1965                                          | Jean Stablinski       | Gilbert Desmet          | Roger De Breuker        |
| 1966                                          | Vittorio Adorni       | Rolf Wolfshohl          | Jos Huysmans            |
| 1967                                          | Carmine Preziosi      | Herman Vanspringel      | Jan Janssen             |
| 1968                                          | Wilfried David        | Rini Wagtmans           | Herman Vanspringel      |
| 1969                                          | Eric De Vlaeminck     | Wim Schepers            | Herman Vanspringel      |
| 1970                                          | Eddy Merckx           | Walter Godefroot        | Eric De Vlaeminck       |
| 1971                                          | Eddy Merckx           | Herman Vanspringel      | Ferdinand Bracke        |
| 1972                                          | Roger Swerts          | Willy De Geest          | Joop Zoetemelk          |
| 1973                                          | Leif Mortensen        | Herman Vanspringel      | René Pijnen             |
| 1974                                          | Roger Swerts          | Ronny De Witte          | Ferdinand Bracke        |
| 1975                                          | Freddy Maertens       | Michel Pollentier       | Frans Verbeeck          |
| 1976                                          | Michel Pollentier     | Wilfried David          | Freddy Maertens         |
| 1977                                          | Walter Planckaert     | Guido Van Sweevelt      | Cees Priem              |
| 1978                                          | André Dierickx        | Freddy Maertens         | Dietrich Thurau         |
| 1979                                          | Daniel Willems        | Herman Vanspringel      | Alfons De Wolf          |
| 1980                                          | Gerrie Knetemann      | Daniel Willems          | Francesco Moser         |
| 1981                                          | Ad Wijnands           | Ronny Claes             | Géry Verlinden          |
| 1982-1983 ikke arrangeret                     |                       |                         |                         |
| 1984                                          | Eddy Planckaert       | Marc Sergeant           | Ronny Van Holen         |
| 1985                                          | Ludo Peeters          | Phil Anderson           | Rudy Mathys             |
| 1986                                          | Nico Emonds           | Marc Sergeant           | Nico Verhoeven          |
| 1987 ikke arrangeret                          |                       |                         |                         |
| 1988                                          | Frans Maassen         | Eric Van Lancker        | Allan Peiper            |
| 1989                                          | Sean Yates            | Frans Maassen           | Johan Museeuw           |
| 1990                                          | Frans Maassen         | Vladimir Poulnikov      | Adriano Baffi           |
| 1991-2001 ikke arrangeret                     |                       |                         |                         |
| 2002                                          | Bart Voskamp          | Ludo Dierckxsens        | Sylvain Chavanel        |
| 2003                                          | Michael Rogers        | Bart Voskamp            | Robert Bartko           |
| 2004                                          | Sylvain Chavanel      | Bart Voskamp            | Max van Heeswijk        |
| 2005                                          | Tom Boonen            | Bert Roesems            | Linas Balčiūnas         |
| 2006                                          | Maarten Tjallingii    | Sébastien Rosseler      | Max van Heeswijk        |
| 2007                                          | Vladimir Gusev        | Maarten Tjallingii      | Leif Hoste              |
| 2008                                          | Stijn Devolder        | Greg Van Avermaet       | Sergej Ivanov           |
| 2009                                          | Lars Boom             | Koos Moerenhout         | Dominique Cornu         |
| 2010                                          | Stijn Devolder        | Dominique Cornu         | Bram Tankink            |
| 2011                                          | Philippe Gilbert      | Greg Van Avermaet       | Björn Leukemans         |
| 2012                                          | Tony Martin           | Lieuwe Westra           | Carlos Barredo          |
| 2013                                          | Tony Martin           | Luis León Sánchez       | Philippe Gilbert        |
| 2014                                          | Tony Martin           | Tom Dumoulin            | Sylvain Chavanel        |
| 2015                                          | Greg Van Avermaet     | Tiesj Benoot            | Gaëtan Bille            |
| 2016                                          | Dries Devenyns        | Reto Hollenstein        | Stijn Vandenbergh       |
| 2017                                          | Jens Keukeleire       | Rémi Cavagna            | Tony Martin             |
| 2018                                          | Jens Keukeleire       | Jelle Vanendert         | Dion Smith              |
| 2019                                          | Remco Evenepoel       | Victor Campenaerts      | Tim Wellens             |
| 2021                                          | Remco Evenepoel       | Yves Lampaert           | Gianni Marchand         |
| 2022                                          | Mauro Schmid          | Tim Wellens             | Quinten Hermans         |
| 2023                                          | Mathieu van der Poel  | Søren Wærenskjold       | Casper Pedersen         |
| 2024                                          | Søren Wærenskjold     | Mathias Vacek           | Alex Aranburu           |